# انتفاضة سجن شطة 1958

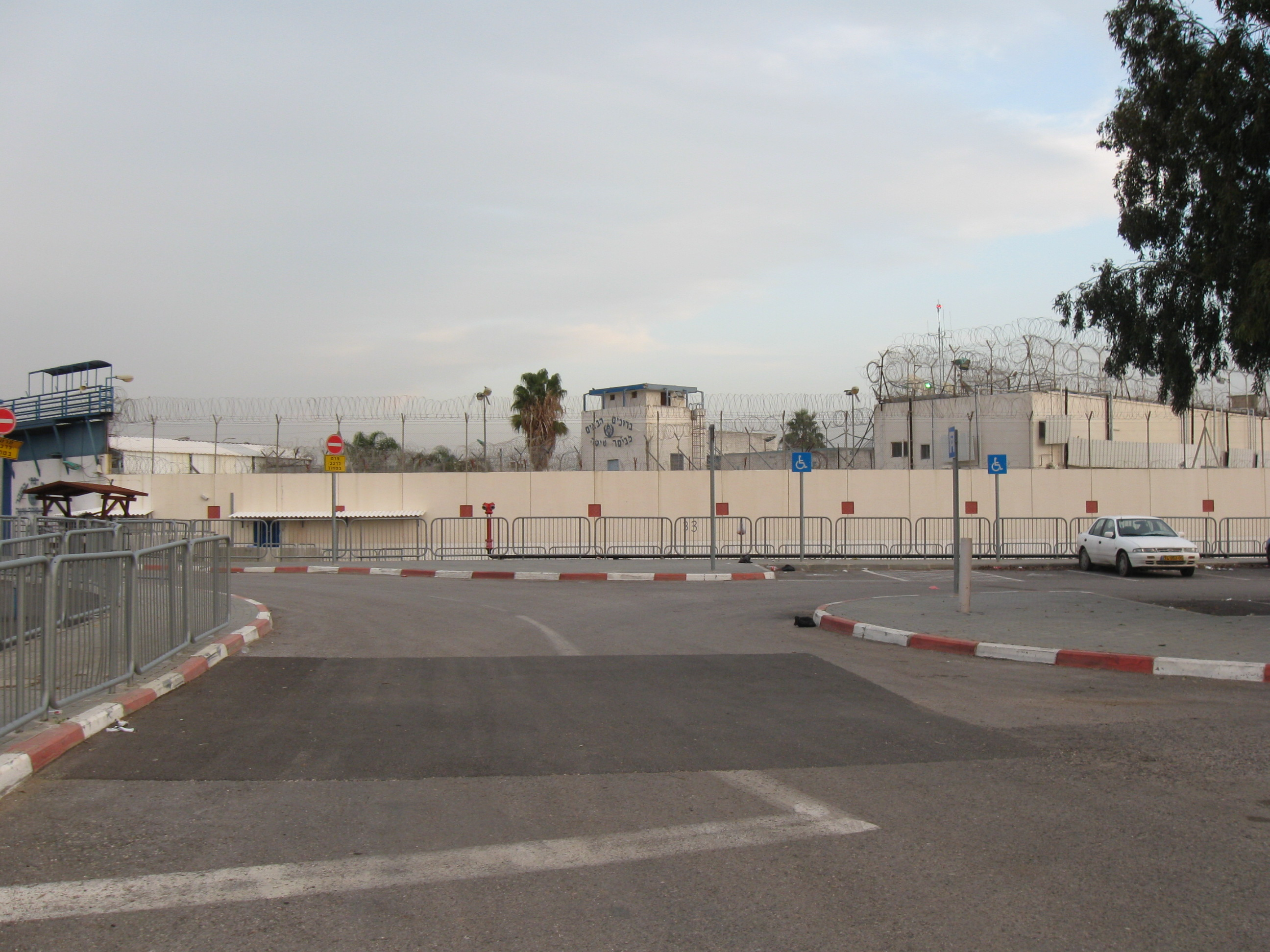
سجن شطة

انتفاضة سجن شطة 1958 هي حالة من التمرد على السجان الإسرائيلي في سجن شطة، وقعت في مساء يوم 31 يوليو عام 1958. حيثُ أنتفض الأسرى نتيجة لعدم تحقيق مطالبهم، ونتج عن ذلك هروب 66 سجينًا من السجن، مما أسفر عن مقتل حارسين و 11 سجينًا. وتعتبر هذه الحداثة هي أخطر انتفاضة أسرى حدثت في إسرائيل، وأدت إلى اضطرابات عنيفة في مصلحة السجون، وأدت إلى تقاعد العديد من كبار القادة، بمن فيهم مفوض السجون تسفي حرمون.

## الأحداث
كان السجن يضم 190 سجيناً من الفلسطينيين والعرب. وقاد الانتفاضة الصحفي المصري أحمد عثمان، الذي سُجن إداريًا لمدة عام.
بدأت انتفاضة الأسرى في تمام الساعة 6:10 مساءً. حيثُ أشعل السجناء في ساحة السجن المشاعل. واقتحم حوالي عشرة سجناء بقيادة عثمان، غرفة اليوميات وقتلوه، ثم استولوا على مستودع الأسلحة فيما بعد. وقام الثوار بقطع الاتصال الهاتفي واللاسلكي عن السجن، وأول من طلب المساعدة كان اليهودي يعقوب مرهافي، الذي خرج من السجن وأوقف سيارة كانت تمر على الطريق، وتوجهت إلى مركز الشرطة في بيسان. وبعد ذلك اعتدى اليهودي إلياهو كوهين على أحمد عثمان، وأصابه بجروح وأخذ منه مفتاح بوابة السجن، ومن ثم هرع إلى شطة (بيسان) لطلب المساعدة. وقام أحد الحراس بالتوجه إلى منطقة نهر جالود وطلب المساعدة من شرطة العفولة.
وصلت قوة أولى من الشرطة، تضم 17 ضابطا، إلى السجن الساعة 6:45 مساء. في وقت لاحق، جاء المزيد من قوات الشرطة وشرطة الحدود لقمع الانتفاضة. في الساعة 20:45 وصل نائب قائد المنطقة الشمالية ديفيد عوفر وتولى قيادة جميع القوات في المنطقة. دخلت القوات السجن وبحلول الساعة 9:30 مساءً، سيطرت على السجناء الباقين.
وظل 108 من السجناء في السجن ولم يصابوا بأذى. قُتل 11 سجينًا في قمع الانتفاضة وأصيب خمسة. هرب 66 سجينا، وتم تنفيذ عمليات تفتيش نفذت في نهاية الانتفاضة كشفت أن اثنين من برن رشاشات و 13 بنادق الإنجليزية، و 5 مسدسات، واحد مدفع رشاش والرصاص 1800 كانت في عداد المفقودات.
بدأ المئات من ضباط الشرطة عمليات بحث مكثفة عن السجناء الهاربين. وتم القاء القبض على بعض الأسرى. وبعد ذلك توقفت عمليات البحث عن الأسرى بعد أيام قليلة في ضوء التقدير بأن معظم الهاربين عبروا الحدود إلى الأردن.
وحُكم على عشرة من الهاربين الأسرى بالسجن خمس سنوات لكل منهم. وحكم على أحمد عثمان قائد الانتفاضة بالسجن ستة أعوام.